# Минамиосуми
Минамиосуми (яп. 南大隅町 Минамио:суми-тё:) — посёлок в Японии, находящийся в уезде Кимоцуки префектуры Кагосима. Площадь посёлка составляет 213,61 км², население — 7767 человек (1 августа 2014), плотность населения — 36,36 чел./км².

## Географическое положение
Посёлок расположен на острове Кюсю в префектуре Кагосима региона Кюсю. С ним граничат посёлки Кимоцуки, Кинко.

## Население
Население посёлка составляет 7767 человек (1 августа 2014), а плотность — 36,36 чел./км². Изменение численности населения с 1980 по 2005 годы:
| 1980 | 14 344 чел. |  |
| 1985 | 13 469 чел. |  |
| 1990 | 12 526 чел. |  |
| 1995 | 11 623 чел. |  |
| 2000 | 10 741 чел. |  |
| 2005 | 9897 чел.   |  |